# Prepona metabus
Prepona metabus är en fjärilsart som beskrevs av Hans Fruhstorfer 1916. Prepona metabus ingår i släktet Prepona och familjen praktfjärilar. Inga underarter finns listade i Catalogue of Life.